# Efeito eletroóptico
O efeito eletroóptico é a propagação da radiação óptica através de determinados materiais, cuja estrutura cristalina não exibe centro de simetria, na presença de um campo elétrico. De acordo com a teoria quântica dos sólidos, o tensor impermeabilidade dielétrica depende da distribuição de cargas no cristal. A aplicação de um campo elétrico externo resulta numa redistribuição das cargas ligadas e causa uma pequena deformação na rede iônica. O resultado é uma variação no tensor impermeabilidade.
A relação entre o campo elétrico e a variação no índice de refração se faz de duas formas: linear e quadrático.
O efeito eletroóptico linear não acontece em qualquer material, mas apenas naqueles cujas redes cristalinas não exibam centro de simetria. Quando o meio é tal que não exiba o efeito linear, o efeito quadrático predomina.
O efeito eletroóptico quadrático foi descoberto primeiramente, em 1875, por John Kerr, sendo observado originalmente em líquidos como o dissulfeto de carbono, e, é conhecido geralmente como efeito Kerr. Ele observou que estas substâncias isotrópicas e transparentes, tornam-se birrefringentes na presença de um campo elétrico (birrefringência). O meio passa a ser uniaxial, com o eixo óptico correspondente na direção do campo. O efeito eletroóptico linear, que foi observado por Röntgen e Kundt em 1883, é conhecido como o efeito Pockels, após Fredrich Pockels ter desenvolvido a teoria eletroóptica linear em 1893. Quando o efeito eletroóptico linear atua em um sólido, este é dominante, e geralmente, o efeito quadrático é desconsiderado por ser muito reduzido.